# 一級危險
《一級危險》（英語：Gimme Danger）是一部2016年美國紀錄片，由吉姆·賈木許執導和擔任編劇。該片於第69屆坎城影展上的午夜放映首映，並定於2016年10月28日在美國上映。

## 劇情
主要敘述美國丑角合唱團在輝煌時期的傳奇故事。

## 發行
2016年4月，亞馬遜影業獲得了該紀錄片的美國發行權，並與Magnolia Pictures共同發行本片。本片於2016年5月19日在第69屆坎城影展上作全球首映。2016年9月8日，本片也於多倫多國際影展上放映，以及於2016年10月5日在紐約影展上展出。美國定於2016年10月28日在戲院上映。

## 外部連結
- 官方网站
- 互联网电影数据库（IMDb）上《Gimme Danger》的资料（英文）
- 爛番茄上《一級危險》的資料（英文）
- Metacritic上《一級危險》的資料（英文）